# Laugu
Laugu es una localidad situada en el municipio de Saaremaa, en el condado de Saare, Estonia. Según el censo de 2021, tiene una población de 72 habitantes.
Está ubicada cerca de la costa del mar Báltico, al sur de la isla de Hiiumaa y frente a la costa oeste de la isla de Muhu y de la Estonia continental